# Flicka med flöjt
Flicka med flöjt är en oljemålning från 1665–70 som attribuerats till Johannes Vermeer.

## Beskrivning av målningen
Målningen är en tronie och avbildar en ung flicka i en kinesisk hatt. Hon är klädd i en grönaktig jacka med pälsbräm i vitt och håller en flöjt i vänster hand.
I bakgrunden finns en väggbonad med svårbestämt mönster. Till vänster i bilden syns den lejonformade knoppen på en stolsrygg.
Alla experter är inte eniga om verkets attribuering till Johannes Vermeer. Tekniska undersökningar visar att målningen är från 1600-talet och att pannån är från ett träd som fällts tidigt på 1650-talet. Ett färgprov från flickans vänstra ärm visar på pigment av sådant slag som ofta användes av Vermeer.  Kvaliteten i målningen som den är idag är inte den som förväntas av Vermeer, men bedömningen försvåras av att målningen genomgått omfattande restaurering av lägre kvalitet efter det att skador uppstått i det underliggande färglagret. 
En förklaring kan ha vara att Johannes Vermeer av någon anledning inte slutfört målningen, utan att den färdigställts senare under 1600-talet av en annan konstnär i Vermeers stil. Denne konstnär kan ha varit Jan Coelenbier (1610–80), vilken 1676 köpte målningar efter Johannes Vermeer av dennes änka Catharina Bolnes.

## Möjlig pendang
Flicka med flöjt anses kunna vara en pendang till Flicka i röd hatt. Anletsdragen på modellerna är liknande. Skillnaderna kan förklaras av att flickans ansikte i Flickan med flöjt, och tavlan i sin helhet,  har övermålats och bearbetats under 1600-talet. Således har ett finger lagts till, utan vilket flickan inte skulle kunna hålla flöjten. Detta antyder också att flöjten eventuellt inte fanns på originalmålningen.

## Proveniens
Troligen ägdes målningen först av Pieter van Ruijven i Delft till 1674 och därefter av hans änka Maria de Knuijt till 1681 och senare av dottern Magdalena van Ruijven och dennas man Jacob Dissius 1681–82. Den senare ägde den tillsammans med sin far Alexander 1685–94, varefter målningen såldes på auktion efter Dissius i Amsterdam i maj 1696.
Under senare delen av 1800-talet fanns målningen hos ägare i Nederländerna och Bryssel. I Bryssel ägdes den av Mies de Grez-van Boxtel en Liempde, som köpt den efter sina föräldrar efter faderns död 1876. I Bryssel upptäcktes den i de Grez-kollektionen av Abraham Bredius 1906 och attribuerades då av honom till Johannes Vermeer.
Målningen såldes 1923 av August Janssen i Amsterdam via konsthandlare i Amsterdam och New York till konstsamlaren Joseph E. Widener (1871–1943) i Philadelphia i USA. Den donerades 1942 till National Gallery of Art i Washington D.C.